# 1843 dans les chemins de fer
Chronologie des chemins de fer
1842 dans les chemins de fer - 1843 - 1844 dans les chemins de fer

## Évènements
- 29 janvier.  France :   ordonnance du Roi portant autorisation de la Compagnie du chemin de fer de Rouen au Havre.

- 3 mai.  France :   ouverture de la ligne Paris - Rouen (gare de Rouen-Saint-Sever).
- 9 mai.  France :   circulation du premier train régulier sur la ligne Paris - Rouen.

- 28 juillet, France : loi d'établissement du chemin de fer d'Avignon à Marseille.

- 29 août.  France :   ordonnance du Roi portant autorisation de la Compagnie du chemin de fer de Marseille à Avignon.

- La première liaison ferroviaire internationale voit le jour, reliant Anvers et Liège en Belgique à Aix-la-Chapelle et Cologne en Allemagne.
- Construction de la ligne de chemin de fer Vienne-Olomouc.

## Naissances
- 1943 : Louis Mékarski voit le jour à Clermont-Ferrand (France). Ingénieur des chemins de fer, il perfectionna le tramway et les locomotives à air comprimé qui portent son nom.

## Décès
- x